# Австрійські монети євро
Австрійські монети євро — вісім монет євро, випущених Монетним двором Австрії. Кожна з монет має свій унікальний дизайн, який розробив Йозеф Кайзер. Серед мотивів дрібних монет — квіти, на монетах більшого номіналу — архітектура Відня, столиці Австрії, та портрети видатних австрійців. Всі монети містять на реверсі 12 зірок ЄС і рік випуску. Щороку Австрійський монетний двір також випускає обмежену кількість наборів монет якості пруф.

## Дизайн монет
| 0,01 €                  | 0,02 €            | 0,05 €            |
| ----------------------- | ----------------- | ----------------- |
| Тирлич                  | Едельвейс         | Примула           |
| 0,10 €                  | 0,20 €            | 0,50 €            |
| Собор Святого Стефана   | Бельведер         | Віденська сецесія |
| 1,00 €                  | 2,00 €            | По краю монети €2 |
| Вольфганг Амадей Моцарт | Берта фон Зуттнер |                   |

## Випуск монет
Джерело: 
| Номінал                                                                         | €0.01 | €0.02 | €0.05 | €0.10 | €0.20 | €0.50 | €1.00 | €2.00 | €2.00 пам'ятна |
| ------------------------------------------------------------------------------- | ----- | ----- | ----- | ----- | ----- | ----- | ----- | ----- | -------------- |
| 2002                                                                            | 378.4 | 326.4 | 217.0 | 441.6 | 203.4 | 169.1 | 223.5 | 196.4 | *              |
| 2003                                                                            | 10.8  | 118.5 | 108.5 | 0.01  | 50.9  | 9.1   | 0.15  | 4.7   | *              |
| 2004                                                                            | 115.0 | 156.4 | 89.3  | 5.2   | 54.8  | 3.1   | 2.6   | 2.5   | *              |
| 2005                                                                            | 174.7 | 163.2 | 66.1  | 5.2   | 4.1   | 3.1   | 2.6   | *     | 6.88           |
| 2006                                                                            | 48.3  | 39.8  | 5.6   | 40.0  | 8.2   | 3.2   | 7.7   | 2.3   | *              |
| 2007                                                                            | 111.9 | 72.2  | 52.7  | 81.3  | 45.0  | 3.0   | 41.1  | *     | 8.905          |
| 2008                                                                            | 50.9  | 125.1 | 96.7  | 70.2  | 45.3  | 3.0   | 65.5  | 2.6   | *              |
| 2009                                                                            | 158.9 | 120.4 | 5.8   | 15.9  | 49.8  | 14.7  | 40.3  | *     | *              |
| 2010                                                                            | 168.5 | 104.2 | 63.7  | 42.8  | 4.2   | 30.0  | 11.2  | 17.0  | *              |
| 2011                                                                            | **    | **    | **    | **    | **    | **    | **    | **    | **             |
| * Монети цього номіналу у даному році не карбувалися. ** Дані наразі недоступні |       |       |       |       |       |       |       |       |                |

## Золоті і срібні колекційні монети
Впродовж 2002—2009 років Австрійською Республікою випущено 70 різновидів колекційних монет євро зі срібла і золота. Крім того щорічно випускаються інвестиційні монети під назвою «Віденська філармонія», що складається з п'яти номіналів.